# Obere Schneidmühle
Obere Schneidmühle ist eine Wüstung auf dem Gemeindegebiet von Weißenbrunn im Landkreis Kronach (Oberfranken, Bayern).

## Geografie
Die Einöde lag auf einer Höhe von 297 m ü. NHN an der Rodach. Das Mühlgebäude zählte zum Anwesen Nr. 5 des Ortes Hummendorf.

## Geschichte
Gegen Ende des 18. Jahrhunderts wurde eine „Hummendorfer Mühle“ erwähnt, die zur Realgemeinde Hummendorf gehörte. Ob damit die Obere Schneidmühle gemeint war, lässt sich nicht sicher klären. Das Hochgericht übte das Rittergut Schmölz-Theisenort aus. Es hatte ggf. an das bambergische Centamt Kronach auszuliefern. Die Grundherrschaft über die Mahl- und Schneidmühle hatte das bayreuthische Kastenamt Kulmbach inne.
Mit dem Gemeindeedikt wurde Obere Schneidmühle dem 1808 gebildeten Steuerdistrikt Küps und der 1818 gebildeten Ruralgemeinde Hummendorf zugewiesen. In den amtlichen Ortsverzeichnissen nach 1877 wurde der Ort nicht mehr aufgelistet. In einer topographischen Karte von 1968 wurde die Obere Schneidmühle letztmals verzeichnet.

### Einwohnerentwicklung
| Jahr      | 001818 | 001861 | 001871 |
| Einwohner |        | 8      | 6      |
| Häuser    | 1      |        |        |
| Quelle    | [ 6 ]  | [ 7 ]  | [ 8 ]  |

## Religion
Der Ort war ursprünglich rein evangelisch-lutherisch und nach Weißenbrunn gepfarrt.

## Weblink
- Obere Schneidmühle in der Ortsdatenbank des bavarikon, abgerufen am 20. August 2021.